# Ярослав Конечни
Ярослав Конечни (чеськ. Jaroslav Konečný; 18 вересня 1976, Карлові Вари) — чеський професійний боксер, учасник Олімпійських ігор.

## Життєпис
Ярослав Конечни ріс в спортивній сім'ї. Він — син Мілана Конечни, колишнього професійного боксера, і старший брат Лукаша Конечни, боксера, призера чемпіонатів світу серед аматорів, чемпіона Європи за версією EBU.

## Спортивна кар'єра
На чемпіонаті Європи 1996 в категорії до 60 кг Конечни здобув дві перемоги, а в чвертьфіналі програв Вахдеттіну Ішсевер (Туреччина) — 2-6.
На Олімпійських іграх 1996 Ярослав Конечни в першому бою переміг Ідрісса Каборе (Буркіна-Фасо) — 16-6, а в 1/8 фіналу програв Фонгсит Веангвісет (Таїланд) — 6-20.
Після Олімпіади 1996 Ярослав Конечни продовжив виступи в напівсередній, а потім середній вазі без особливого успіху.
На професійному рингу протягом 2005—2013 років провів 4 поєдинки.